# بیمارستان دکتر میر
بیمارستان دکتر میر واقع در استان فارس، شهرستان شیراز بیمارستانی است خصوصی با ۳۶ تخت فعال که در سال ۱۳۵۸ خورشیدی توسط محمدتقی میر تأسیس گردید.
متأسفانه ساختمان این بیمارستان قدیمی بوده و به‌دلیل قرارگیری در خیابان عفیف آباد شیراز موقعیت مناسب جهت نوسازی یا افزایش فضای فیزیکی را ندارد.
هم‌اکنون این بیمارستان دارای بخش‌های اورژانس، اتاق عمل، POST Partum، زایشگاه، لیبر، ارتوپدی، بخش جراحی عمومی، جراحی پلاستیک، ENT، جراحی زنان و زایمان، جراحی مغز و اعصاب، CCU, POST CCU، داخلی، جراحی عروق، جراحی فک و صورت، جراحی کلیه، جراحی اطفال و دیگر واحدهای پاراکلینیکی و درمانگاهی می‌باشد.